# Utut Adianto
Utut Adianto Wahyuwidayat (né le 16 mars 1965 à Jakarta, Indonésie) est un grand maître international indonésien du jeu d'échecs, membre du Conseil représentatif du peuple d'Indonésie depuis 2014.

## Carrière

### Grand maître international

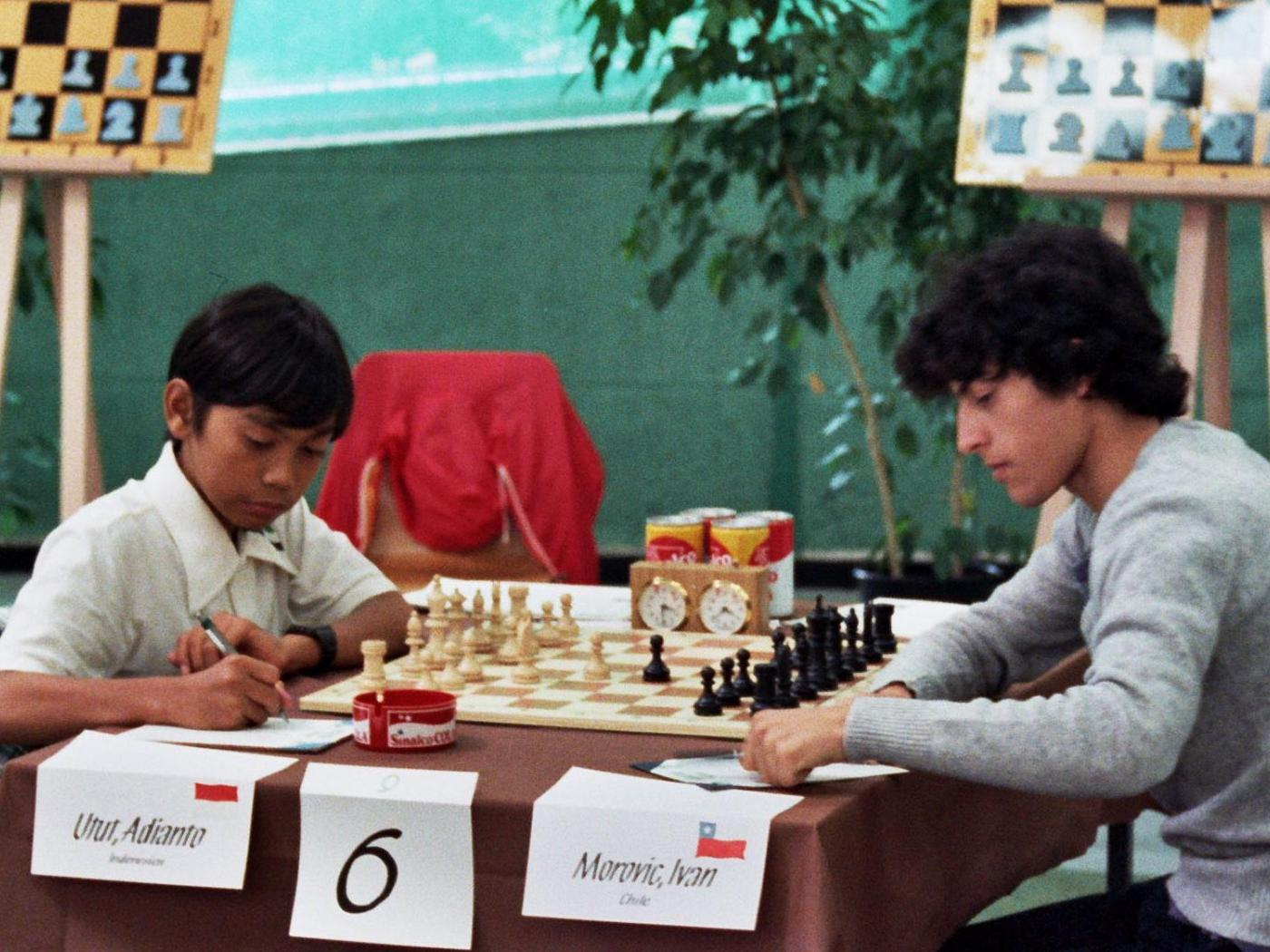
Utut Adianto (à gauche) face à Iván Morovic au championnat du monde junior de 1980 à Dortmund.

Adianto apprend le jeu d'échecs à l'âge de six ans et remporte le Championnat de Jakarta Junior à 12 ans. En 1982, il remporte le championnat national indonésien. Il a reçu le titre de grand maître international en 1986 et devint à 21 ans le plus jeune indonésien possédant ce titre. Depuis, Susanto Megaranto a battu ce record en Indonésie en devenant grand maître à 17 ans.
Adianto  a participé au Championnat du monde de la Fédération internationale des échecs 1997-1998 (éliminé au deuxième tour par Peter Svidler), au Championnat du monde de la Fédération internationale des échecs 1999 (éliminé au premier tour par Daniel Fridman), au Championnat du monde de la Fédération internationale des échecs 2000 (éliminé au deuxième tour par Peng Xiaomin) et au Championnat du monde de la Fédération internationale des échecs 2004, éliminé au deuxième tour par Akopian.
| Année | Lieu                             | Résultat      | Ultime adversaire | Adversaires battus |
| ----- | -------------------------------- | ------------- | ----------------- | ------------------ |
| 1997  | Groningue                        | deuxième tour | Peter Svidler     | Wang Zili          |
| 1999  | Las Vegas                        | premier tour  | Daniel Fridman    |                    |
| 2000  | New Delhi                        | deuxième tour | Peng Xiaomin      | Imad Hakki         |
| 2004  | Tripoli                          | deuxième tour | Vladimir Akopian  | Ievgueni Alekseïev |
| 2005  | Khanty-Mansiïsk (coupe du monde) | premier tour  | Giovanni Vescovi  |                    |

Il a représenté l'Indonésie lors de huit olympiades d'échecs de 1982 à 2006, remportant la médaille d'or individuelle au premier échiquier en 2000 avec 7,5 points marqués en 9 parties.

### Politique

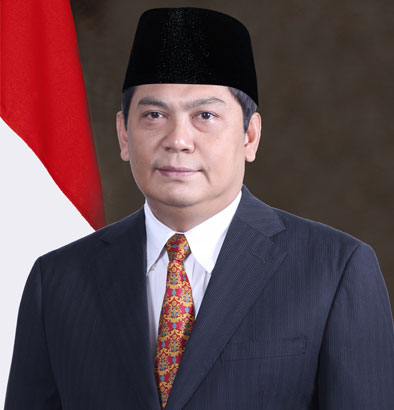
Utut Adianto en 2018.

À la suite de sa carrière dans les échecs, il se lance au politique. Il est porte-parole du Conseil représentatif du peuple d'Indonésie de 2018 à 2019.